# مزار شریف
مَزار شَریف مرکز ولایت بلخ در شمال افغانستان و چهارمین شهر بزرگ افغانستان پس از شهرهای کابل، هرات و قندهار است. مزار شریف، نام و جایگاه خود را پس از پیداشدن قبری منسوب به علی بن ابی‌طالب (یا امامزاده علی) یا زرتشت پیامبر در سده ۹ ق (۱۵م) و ایجاد مرقدی روی آن به‌دست‌آورد. این مکان به‌نام زیارت یا مزار سخی و نیز مسجد کبود یاد می‌شود که در مرکز این شهر واقع است.
مزار شریف در ۱۵ کیلومتری شرق شهر باستانی بلخ واقع شده است. این شهر در ۱۲۳۰ ش (۱۸۵۲ م) جزو قلمرو افغانستان شد.
شهر مزار شریف به‌عنوان قطب مهمی در منطقه شمال در نزدیکی مرزهای ازبکستان و تاجیکستان واقع است. شهر دارای یک فرودگاه بین‌المللی بوده و تنها شهر افغانستان بین مراکز ولایتی با ۹۱٪ زمین‌های پوشیده از ساختمان است. مزار شریف دارای منطقه‌ای بزرگ و مسکونی است که جدا از منطقه شهرداری است و جزو کلان‌شهر مزار شریف به‌شمار می‌رود. مزار شریف پایین‌ترین شهر افغانستان از سطح دریا به میزان ۳۵۷ متر (۱٬۱۷۱ فوت) است. این شهر در جریان تهاجم شوروی و جنگ‌های داخلی بزرگ‌ترین شهر افغانستان بود که به‌طور معجزه آسایی سالم ماند و امروز از امن‌ترین شهرهای افغانستان بعد از بامیان است. مزارشریف گرمترین شهر در ولایت بلخ است که درجه گرما در تابستان حتی به ۴۵ درجه سانتیگراد هم  می‌رسد. این شهر بیشترین نفوس را در سمت شمال دارد.

## نامگذاری
شهر مزار شریف در ولایت بلخ افغانستان قرار دارد. در این شهر بارگاه با عظمت و باشکوهی قرار دارد که مورد توجه مردم افغانستان است. برخی از شیعیان به معجزه و حاجت از بارگاه منسوب به علی در این شهر اعتقاد دارند.
در این بارگاه قرار که روی سنگ قبرش نوشته شده: «هذا مزار شریف علی بن ابیطالب». بنا به روایات مستدل و دقیق‌تر و اعتقاد بسیاری از مسلمانان محل دفن علی ابن ابیطالب در نجف عراق قرار دارد که علی بن ابیطالب در مزار شریف با ایشان همنام است. به احتمال بسیار زیاد فردی که در مزار شریف دفن شده، یکی از دانشمندان و علامهٔ خوشنامی است که در سده پنجم می‌زیست و علاوه بر اشتراکات در نام یا لقب با امام اول شیعیان، ارادت زیادی نیز به امامان شیعه داشته است.
احترام این بارگاه نزد شیعیان افغانستان محفوظ است. به‌ویژه آن‌که اکنون محل تجمعی برای عبادت پروردگار شده است.

سر در مسجد کبود (زیارت سخی، مزار حضرت علی) مزار شریف، مزین به شعری از عبدالرحمان جامی فیلسوف و شاعر نامدار اهل سنت که در قرن نهم هجری قمری سروده شده

همچنان هر سال در نوروز در مزار شریف جشنی بر پا می‌شود که به نام جشن گل سرخ مشهور است و چهل روز طول می‌کشد.
همه‌ساله بعضی از مردم در ایام سال نو به این شهر می‌آیند و نوروز را جشن می‌گیرند و با برافراشتن ژنده (پرچم، عَلَم) روضه سال نو را آغاز می‌کنند که تا چهل روز برافراشته است و به تاریخ ده ثور (اردیبهشت) دوباره پایین کشیده می‌شود.

## تاریخ

### دوران پیش از میلاد
در سده ششم پیش از میلاد شهر تحت کنترل امپراتور ارشمیدس بود اما توسط اسکندر مقدونی از چنگ وی دررفت و بعد از مرگ اسکندر بدست سلوکیان افتاد. اما سلوکیان نیز اقبال خوشی نداشتند و شهر بدست دولت یونانی بلخ افتاد. در سال ۱۳۰ پیش از میلاد شهر بدست سکاها افتاد و پادشاهی یونانی بلخ به سقوط مواجه شد. Yuezhi مزار شریف را تصرف نموده و راه را برای امپراتوری کوشانیان باز نمود اما بعد از سقوط کوشان‌ها شهر بدست ساسانیان افتاد و جنگجویان مسلمان هم در ۶۵۱ میلادی به مزار شریف رسیدند.

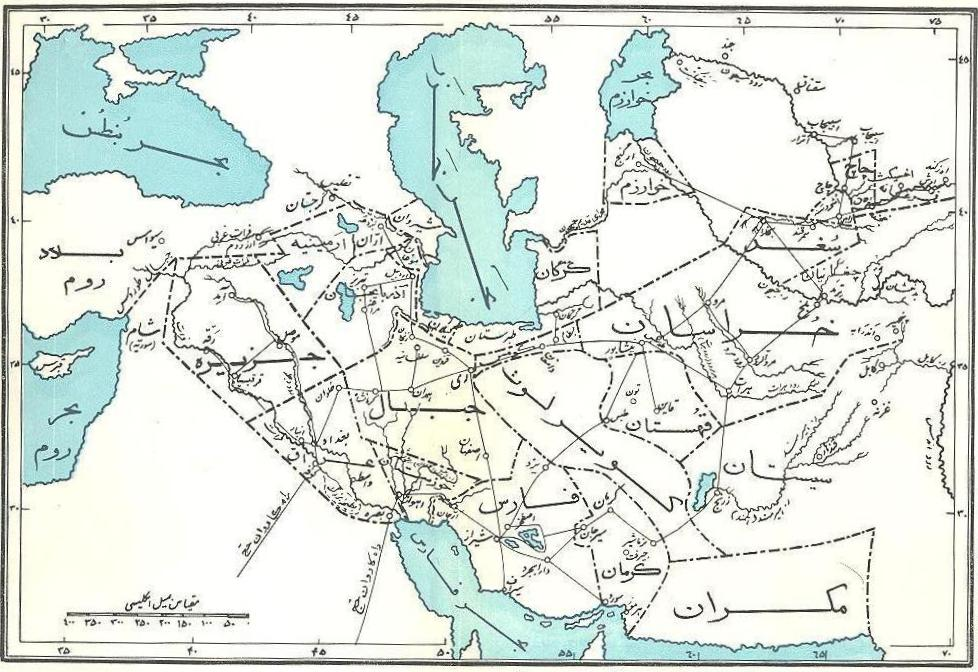
موقعیت مناطق اطراف مزار شریف در زمان خلافت عباسی که بخشی از سرزمین خراسان کهن بوده، برگرفته از کتاب جغرافیای تاریخی سرزمینهای خلافت شرقی

### از سده نهم الی ۱۹۱۹
مناطق اطراف مزار شریف بخش بزرگ و یکی از چهار ربع خراسان (بلخ، هرات، مرو و نیشابور) بوده است که بعد از خلافت عباسیان توسط سلسله‌های طاهریان، صفاریان، سامانیان، غزنویان، سلجوقیان، غوریان، خوارزم شاهیان، مغولان، ایلخانیان، تیموریان، شیبانیان، گورکانیان و خانات بخارا اداره می‌شد. نظر به باورها مزار شریف موجودیت خود را مدیون یک رؤیا است، در سده دوازدهم شیخی رؤیا دید که علی بن ابی طالب داماد و پسر عموی پیامبر اسلام برایش اظهار داشت که آرامگاه او به‌طور مخفیانه در نزدیکی‌های شهر بلخ انتقال داده شده است.

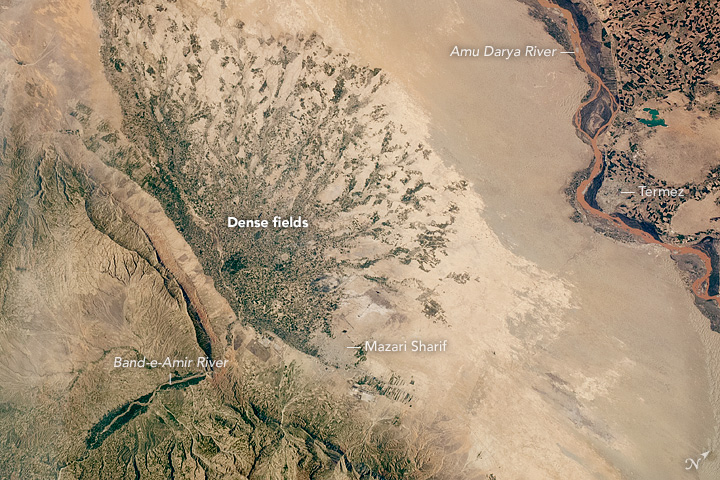
مزار شریف در ۲۰۱۶

مولانا جلال الدین محمد بلخی مشهور به رومی در مزار شریف‌زاده شد. پدرش بهاءولد، از نسل خلیفه اسلام ابوبکر بوده و تحت تأثیر عقاید امام غزالی فیلسوف مشهور دنیای اسلام بود. موعظه‌های بهاءولد هنوز هم موجود است و از با ارزش‌ترین آثار علوم اسلامی بشمار می‌رود. مولانا رومی شش جلد اثر مشهور خود، مثنوی معنوی را تا زمان مرگ خود در ۱۲۷۳ تکمیل نمود.
بعد از تحقیقات صورت گرفته دربارهٔ آرامگاه حضرت علی، آرامگاه زرتشت پیامبر سلطان احمد سنجر سلجوقی دستور داد تا شهر و زیارتگاهی با شکوهی بالای مقبره حضرت علی بسازند تا که در سده ۱۳ هم توسط مغولان ویران شد اما بعد از مغولان دوباره و به‌شکل بهتری نوسازی شد.
کمی بعد تر از حمله مغولان اپیدمی بزرگ مالاریا شهر بلخ را فرا گرفت، فرماندار بلخ دستور داد مرکز را به مزار شریف انتقال دهند و از آن تاریخ تا حال مزار شریف در حال گسترش و توسعه است و شهر بلخ هم بخاطر موجودیت مزار شریف دیگر رشدی نکرده است.
در زمان حمله انگلیس‌ها به افغانستان امیر شیر علی خان افغانستان را از قصر خود در تاشقرغان مزار شریف کنترل می‌کرد و بریتانیایی‌ها نتوانستند مزار شریف را تصرف کنند. در سده نزدهم و بعد از مرگ امیر شیر علی خان پسر وی وزیر اکبر خان به تعقیب انگلیسیها پرداخت و الی جلال‌آباد تمامی لشکر ۱۶٬۵۰۰ نفری انگلیس‌ها را تارو مار نمود که منجر به دومین جنگ افغان و انگلیس شد چون انگلیسیها می‌خواستند شکست شان را تلافی نمایند.

### اواخر سده بیستم
در جریان اشغال افغانستان توسط شوروی در سالهای ۱۹۸۰, مزار شریف بخاطر نزدیکی با ازبکستان پایگاه استراتژیک شوروی در افغانستان بود و آنها از فرودگاه مزار شریف برای حملات هوایی خود بر مجاهدین استفاده می‌کردند. فرمانده ارتش افغانستان-شوروی ژنرال عبدالرشید دوستم بود که موفقیت‌آمیز حملات حزب وحدت و جمعیت اسلامی افغانستان را برای تسخیر مزار شریف دفع می‌نمود.
ژنرال دوستم در ۱۹۹۲ و کمی قبل تر از سقوط حکومت نجیب الله علیه وی شورید و حزب جنبش ملی را تشکیل داد مزارشریف مرکز بالفعل فرماندهی وی بود و از آنجا او تمام سمت شمال را کنترل می‌کرد. تحت کنترل دوستم شهر در آرامش بود تا که بدست نیروهای طالبان افتاد. مزار شریف گوهر درخشنده در تاج خراب افغانستان بود. در آنزمان پول‌های زیادی به مزار شریف توسط روسیه ترکیه و ازبکستان سرازیر می‌شد که دوستم روابط خوبی هم با آنها داشت. وی پول خود را چاپ می‌کرد و هواپیمایی خودش را راه انداخت.
صلح مزار شریف با خیانت یکی از ژنرالان دوستم بنام عبدالملک پهلوان که خود را وابسته به طالبان می‌خواند، پایان یافت. دوستم شهر را ترک نمود و شهر هم بدست پهلوان افتاد. وقتی طالبان آمادگی تصرف مزار شریف را می‌گرفتند، معامله یی وی با عبدالملک پهلوان بهم خورد و طی نیرنگی پهلوان موفق به کشتن هزاران طالب در مزار شریف شد. وی ۳۰۰۰ جنگجوی طالبان را برای گرفتن مزار تطمیع نمود که تمامی آنها را نیز کشت. چند طالب باقی ماندن فرار نمودند و این دسیسه انجام شده را گزارش دادند، متعاقباً دوستم از موضوع با خبر شده، به شهر آمده و کنترل آن را دوباره از پهلوان بدست گرفت.

### از ۲۰۰۱ تا به حال
به تعقیب حملات ۱۱ سپتامبر ۲۰۰۱، مزار شریف اولین شهر افغانستان بود که بدست نیروهای ناتو و ایالات متحده آمریکا افتاد، آنها با پشتیبانی هوایی رسماً کنترل کامل شهر را بدست گرفتند. طالبان خیلی زود در مزار شریف شکست خوردند و متعاقباً مناطق شمال و شمال غرب افغانستان را نیز از دست دادند و ۳۰۰۰ نیروی شان هم کشته شدند.

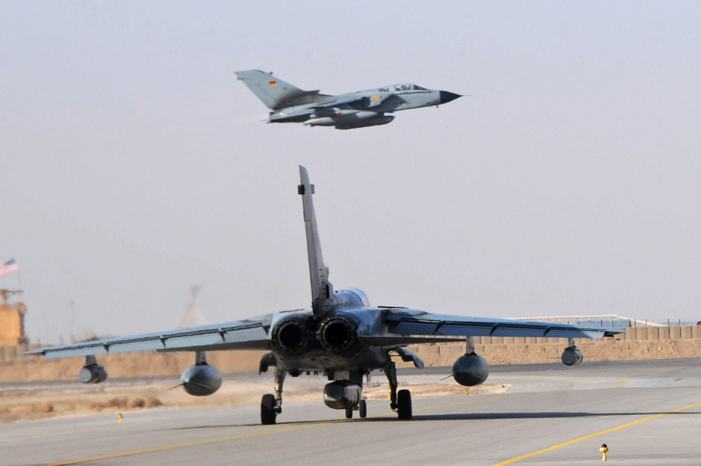
کمپ مارمال، در نزدیکی و جنوب فرودگاه مزارشریف

بعد از ۲۰۰۲، کنترل شهر به‌دست حامد کرزی افتاد و اردوی ۲۰۹ شاهین را در مزار شریف مستقر کرد تا مناطق شمال را تحت کنترل داشته‌باشد. مرکز فرماندهی پولیس‌های سرحدی منطقه شمال افغانستان نیز در مزار شریف قرار داشت.

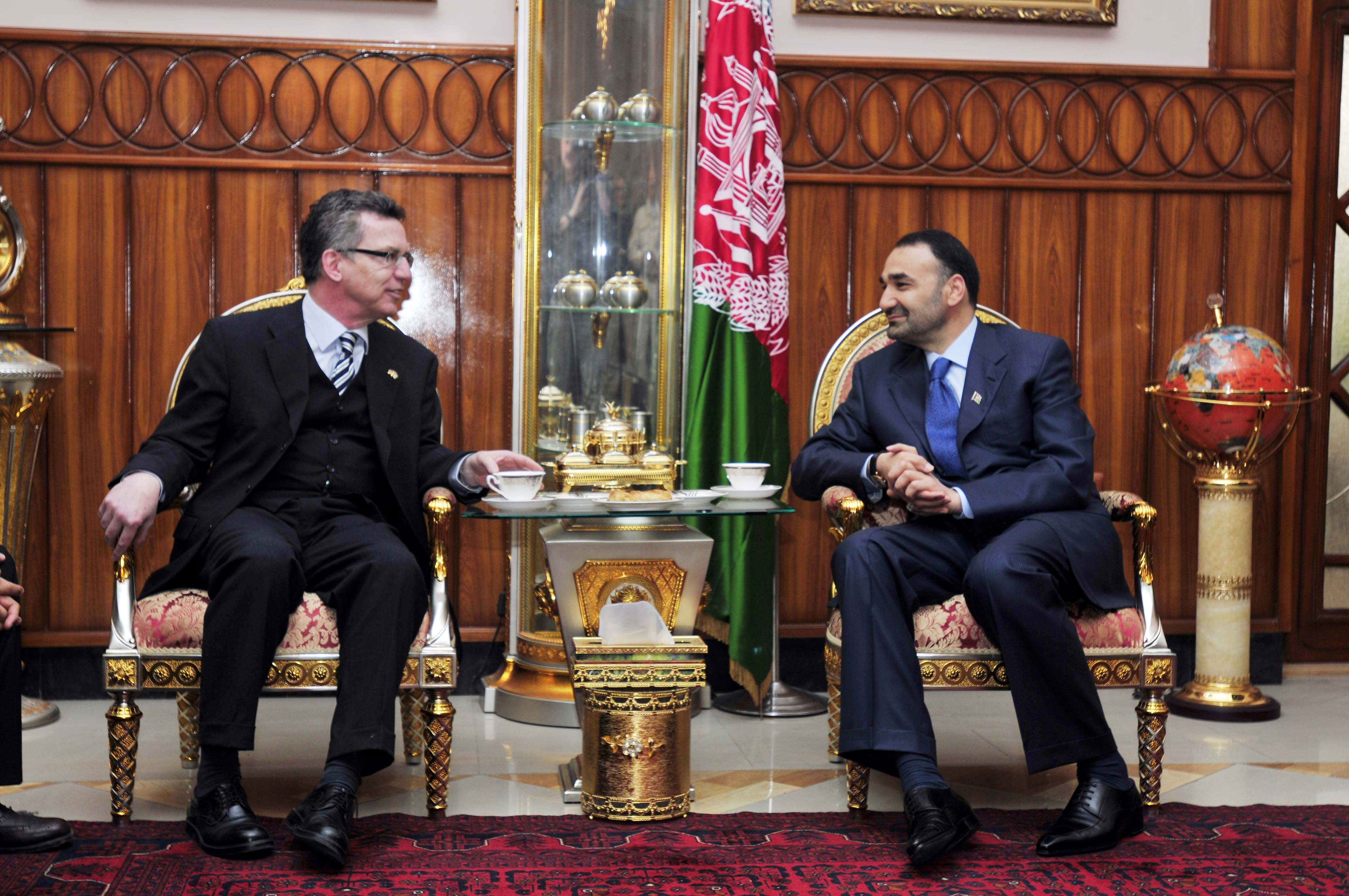
توما دو مزیر، وزیر دفاع آلمان با والی بلخ، عطا محمد نور در ۲۰۱۰.

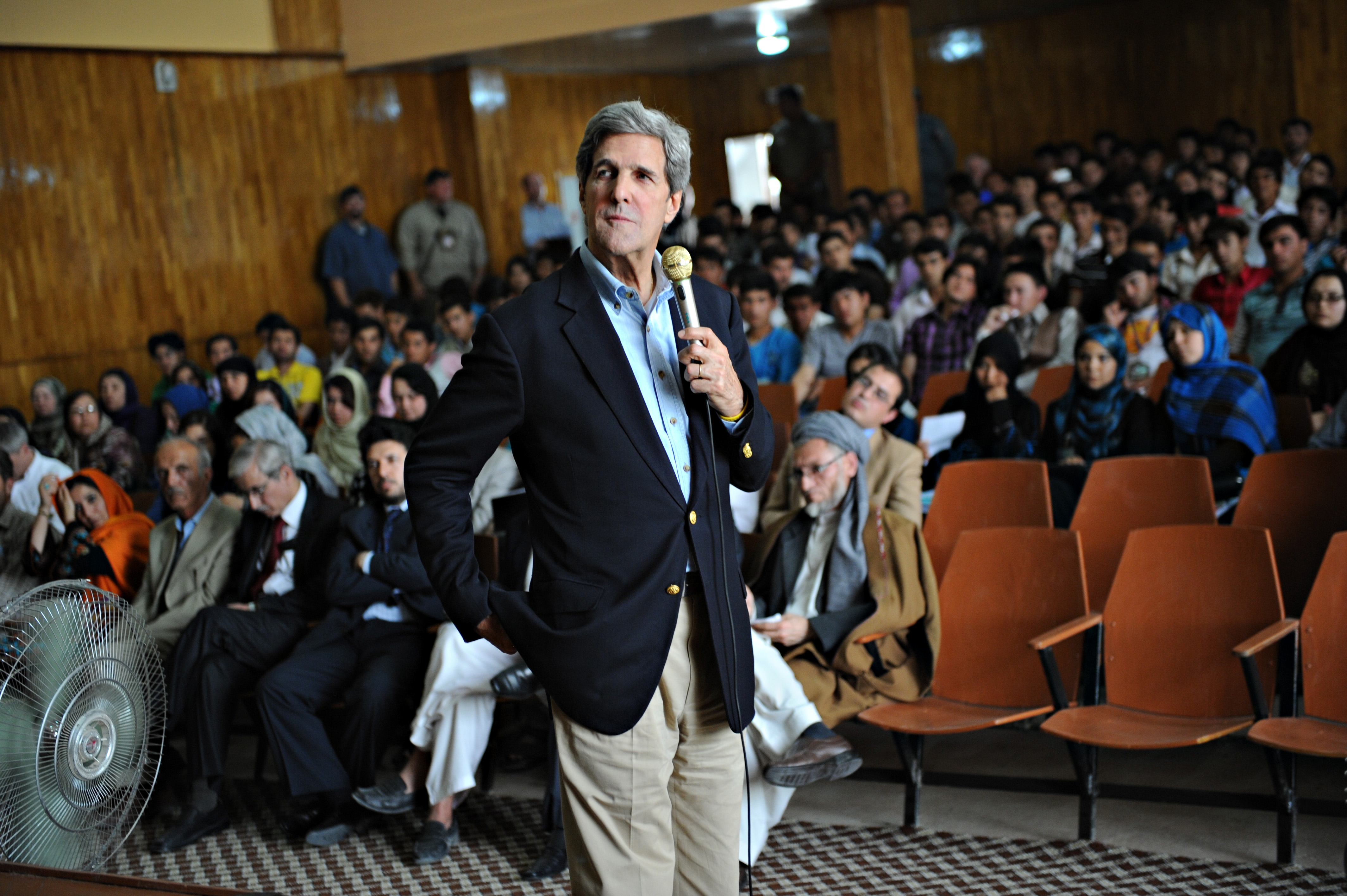
جان کری سناتور آمریکایی در دانشگاه بلخ مارس ۲۰۱۱.

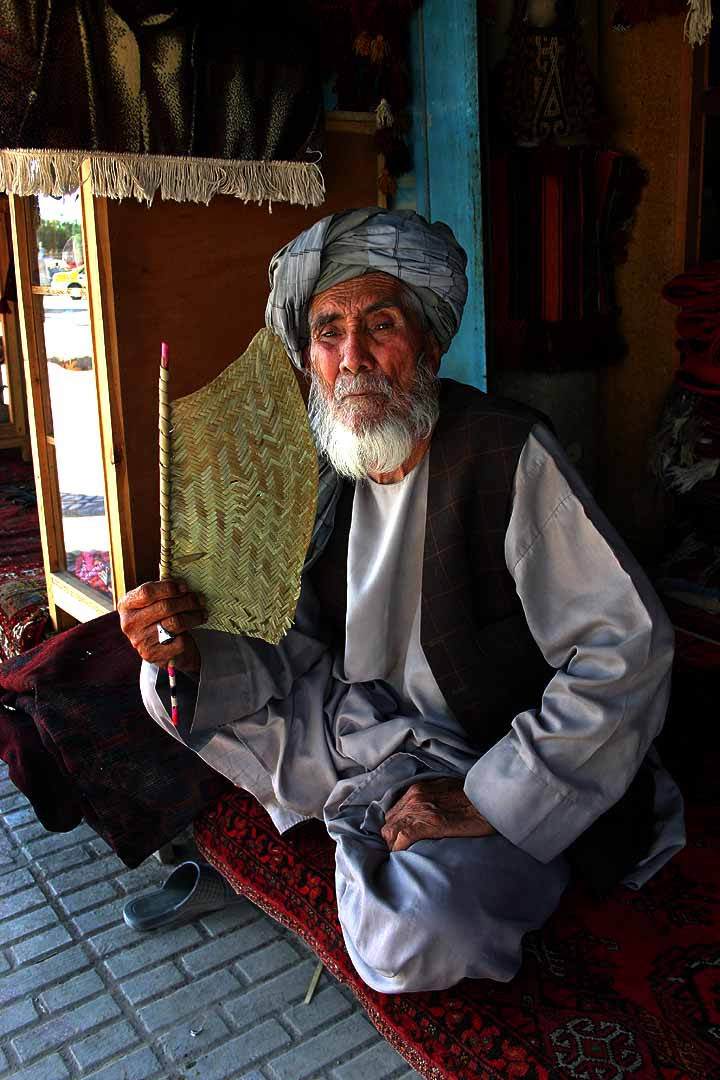
بازرگان فرش در مزارشریف

نیروهای حافظ صلح ناتو تا ۲۰۲۱ در داخل و اطراف مزار شریف با همکاری دولت افغانستان استقرار داشتند. در تاریخ ۱۴ اوت ۲۰۲۱ این شهر با تصرف گروه‌های طالبان سقوط کرد و از دست دولت افغانستان خارج شد.

## جغرافیا

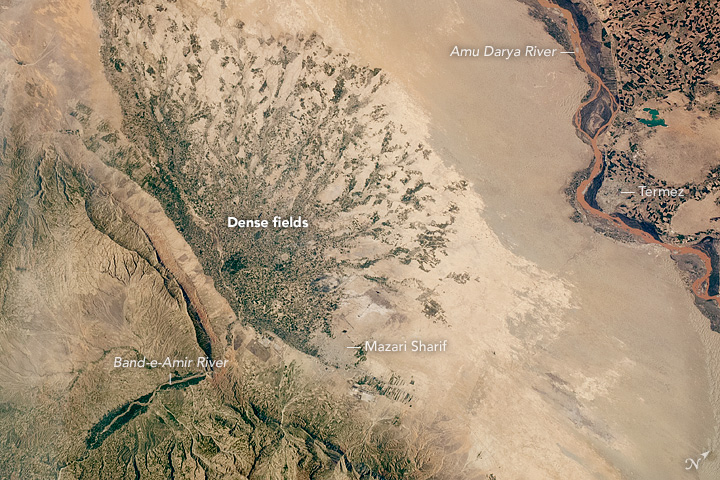
دلتای بلخاب که شهر مزار شریف درست در وسط آن قرار گرفته است.

ارتفاع مزارشریف از از سطح دریا ۳۵۷ متر (۱۱۷۱ فوت) است.

### آب و هوا
مزار شریف دارای آب و هوای سرد ستپی، با تابستان‌های خیلی گرم و درجه حرارت روزانه ۴۰ درجه سلسیوس (۱۰۴ درجه فارنهایت) بین جون الی اگست با زمستان‌های سرد و درجه حرارت زیر صفر است که برفباری آن بین ماه‌های نوامبر الی مارس ادامه دارد. مقدار بارندگی آن کم و اغلب در ماه‌های دسامبر و اپریل اتفاق می‌افتد.
| داده‌های اقلیم مزار شریف           | داده‌های اقلیم مزار شریف | داده‌های اقلیم مزار شریف | داده‌های اقلیم مزار شریف | داده‌های اقلیم مزار شریف | داده‌های اقلیم مزار شریف | داده‌های اقلیم مزار شریف | داده‌های اقلیم مزار شریف | داده‌های اقلیم مزار شریف | داده‌های اقلیم مزار شریف | داده‌های اقلیم مزار شریف | داده‌های اقلیم مزار شریف | داده‌های اقلیم مزار شریف | داده‌های اقلیم مزار شریف |
| ماه                               | ژانویه                  | فوریه                   | مارس                    | آوریل                   | مه                      | ژوئن                    | ژوئیه                   | اوت                     | سپتامبر                 | اکتبر                   | نوامبر                  | دسامبر                  | سال                     |
| --------------------------------- | ----------------------- | ----------------------- | ----------------------- | ----------------------- | ----------------------- | ----------------------- | ----------------------- | ----------------------- | ----------------------- | ----------------------- | ----------------------- | ----------------------- | ----------------------- |
| سابقهٔ بیش‌ترین °C (°F)             | ۲۴٫۰ (۷۵)               | ۲۸٫۶ (۸۳)               | ۳۲٫۴ (۹۰)               | ۳۷٫۸ (۱۰۰)              | ۴۳٫۰ (۱۰۹)              | ۴۵٫۶ (۱۱۴)              | ۴۸٫۱ (۱۱۹)              | ۴۶٫۰ (۱۱۵)              | ۳۹٫۵ (۱۰۳)              | ۳۷٫۰ (۹۹)               | ۲۹٫۸ (۸۶)               | ۲۴٫۴ (۷۶)               | ۴۸٫۱ (۱۱۹)              |
| میانگین بیش‌ترین °C (°F)           | ۸٫۰ (۴۶)                | ۱۰٫۷ (۵۱)               | ۱۶٫۳ (۶۱)               | ۲۴٫۳ (۷۶)               | ۳۱٫۲ (۸۸)               | ۳۷٫۰ (۹۹)               | ۳۸٫۹ (۱۰۲)              | ۳۶٫۹ (۹۸)               | ۳۱٫۹ (۸۹)               | ۲۴٫۷ (۷۶)               | ۱۶٫۴ (۶۲)               | ۱۰٫۸ (۵۱)               | ۲۳٫۹۳ (۷۴٫۹)            |
| میانگین روزانه °C (°F)            | ۲٫۶ (۳۷)                | ۵٫۱ (۴۱)                | ۱۰٫۸ (۵۱)               | ۱۷٫۹ (۶۴)               | ۲۴٫۵ (۷۶)               | ۲۹٫۹ (۸۶)               | ۳۳٫۳ (۹۲)               | ۲۹٫۹ (۸۶)               | ۲۳٫۹ (۷۵)               | ۱۶٫۷ (۶۲)               | ۹٫۱ (۴۸)                | ۵٫۱ (۴۱)                | ۱۷٫۴ (۶۳٫۳)             |
| میانگین کم‌ترین °C (°F)            | −۲٫۱ (۲۸)               | ۰٫۰ (۳۲)                | ۵٫۱ (۴۱)                | ۱۱٫۳ (۵۲)               | ۱۶٫۶ (۶۲)               | ۲۲٫۵ (۷۳)               | ۲۵٫۹ (۷۹)               | ۲۳٫۸ (۷۵)               | ۱۷٫۱ (۶۳)               | ۹٫۴ (۴۹)                | ۳٫۲ (۳۸)                | ۰٫۰ (۳۲)                | ۱۱٫۰۷ (۵۲)              |
| سابقهٔ کم‌ترین °C (°F)              | −۲۲٫۳ (−۸)              | −۲۴٫۰ (−۱۱)             | −۶٫۱ (۲۱)               | −۰٫۸ (۳۱)               | ۱٫۰ (۳۴)                | ۱۱٫۴ (۵۳)               | ۱۱٫۱ (۵۲)               | ۱۳٫۷ (۵۷)               | ۲٫۶ (۳۷)                | ۴٫۵ (۴۰)                | −۸٫۷ (۱۶)               | −۱۵٫۵ (۴)               | −۲۴ (−۱۱)               |
| بارندگی میلی‌متر (اینچ)            | ۲۸٫۹ (۱٫۱۴)             | ۳۴٫۸ (۱٫۳۷)             | ۴۳٫۸ (۱٫۷۲)             | ۲۸٫۳ (۱٫۱۱)             | ۱۱٫۲ (۰٫۴۴)             | ۰٫۲ (۰٫۰۱)              | ۰٫۰ (۰)                 | ۰٫۰ (۰)                 | ۰٫۱ (۰)                 | ۳٫۹ (۰٫۱۵)              | ۱۳٫۵ (۰٫۵۳)             | ۲۱٫۷ (۰٫۸۵)             | ۱۸۶٫۴ (۷٫۳۲)            |
| میانگین روزهای بارانی             | ۴                       | ۷                       | ۱۰                      | ۹                       | ۴                       | ۰                       | ۰                       | ۰                       | ۰                       | ۲                       | ۴                       | ۶                       | ۴۶                      |
| میانگین روزهای برفی               | ۴                       | ۳                       | ۱                       | ۰                       | ۰                       | ۰                       | ۰                       | ۰                       | ۰                       | ۰                       | ۰                       | ۲                       | ۱۰                      |
| درصد رطوبت                        | ۷۹                      | ۷۷                      | ۷۲                      | ۶۴                      | ۴۴                      | ۲۷                      | ۲۵                      | ۲۴                      | ۲۸                      | ۴۱                      | ۶۲                      | ۷۵                      | ۵۱٫۵                    |
| میانگین روزانه ساعت‌های تابش آفتاب | ۱۲۲٫۲                   | ۱۱۸٫۴                   | ۱۵۸٫۱                   | ۱۹۳٫۸                   | ۲۹۹٫۹                   | ۳۵۲٫۹                   | ۳۶۴٫۴                   | ۳۳۲٫۷                   | ۲۹۸٫۲                   | ۲۲۳٫۲                   | ۱۷۳٫۳                   | ۱۲۵٫۵                   | ۲٬۷۶۲٫۶                 |
| منبع: NOAA (1959–1983)            |                         |                         |                         |                         |                         |                         |                         |                         |                         |                         |                         |                         |                         |

## مکان‌های دیدنی
شهر جدید مزار شریف درست در اطراف آرامگاه حضرت علی ساخته شده است. این آرامگاه یکی از باشکوه‌ترین بناهای تاریخی افغانستان است. بیرون از مزار شریف شهر باستانی بلخ قرار دارد که مرکز مهم ورزش سنتی بزکشی است. سالانه تعداد قابل توجهی از مردم برای تجلیل نوروز به شمال افغانستان در مسجد کبود گرد هم می‌آیند و با بالا نمودن جهنده سخی آن را به‌طور باشکوهی جشن می‌گیرند و پس از چهل روز جهنده را دوباره پایین می‌نمایند.
- فرودگاه‌ها

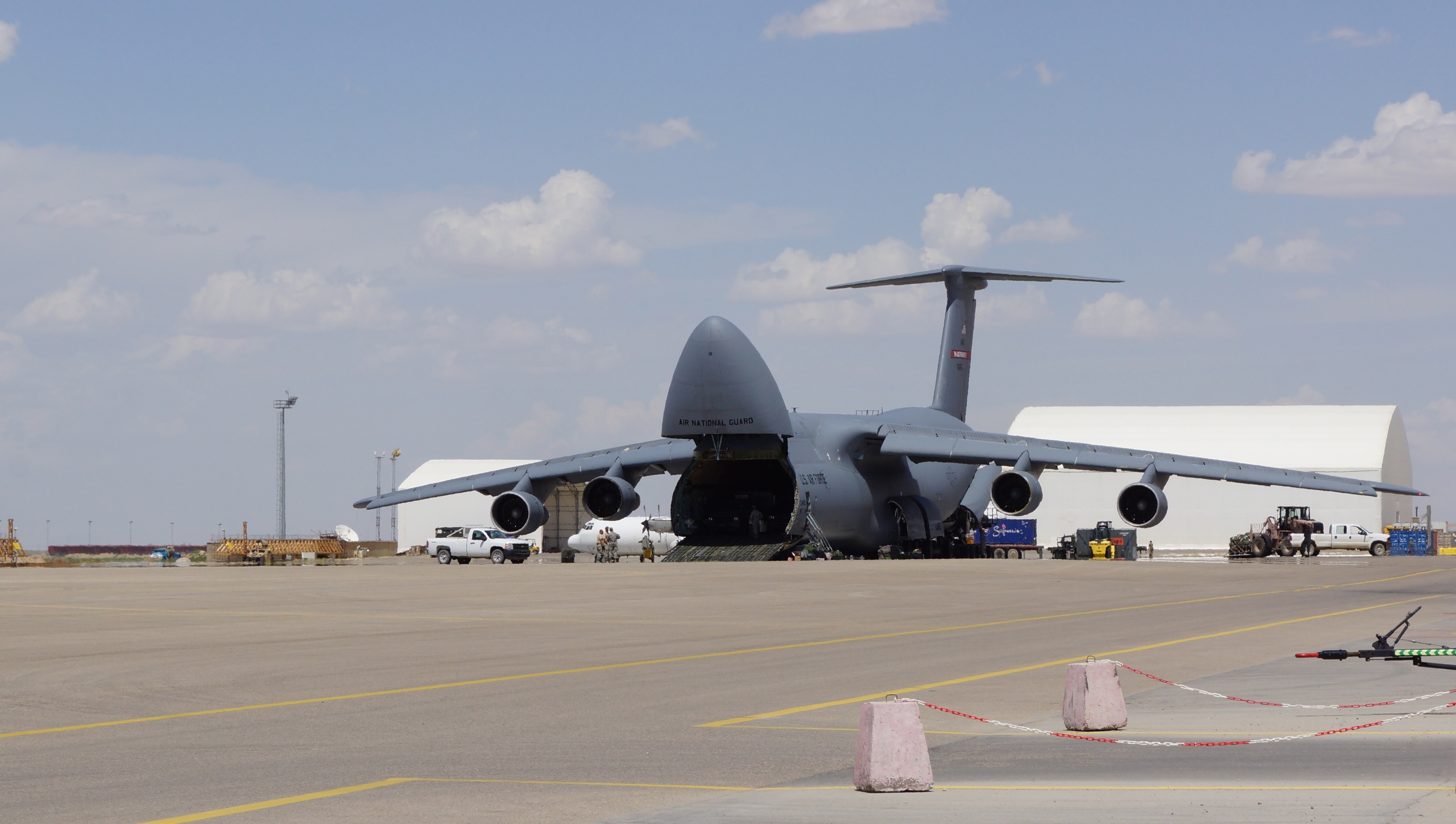
یک گلکسی سی-پنج آمریکایی در فرودگاه مزار شریف.

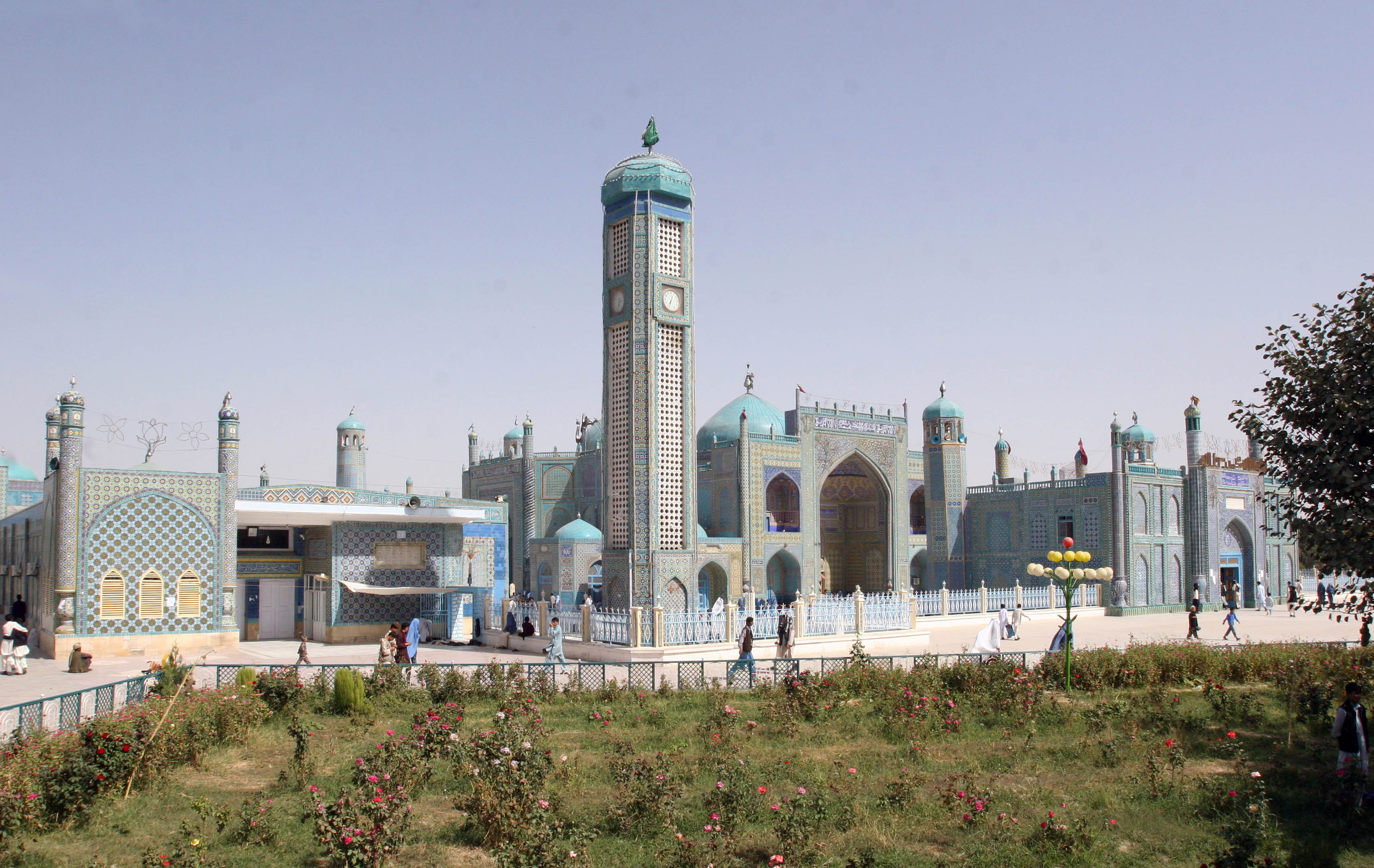
مسجد کبود مقصدی برای زائران است.

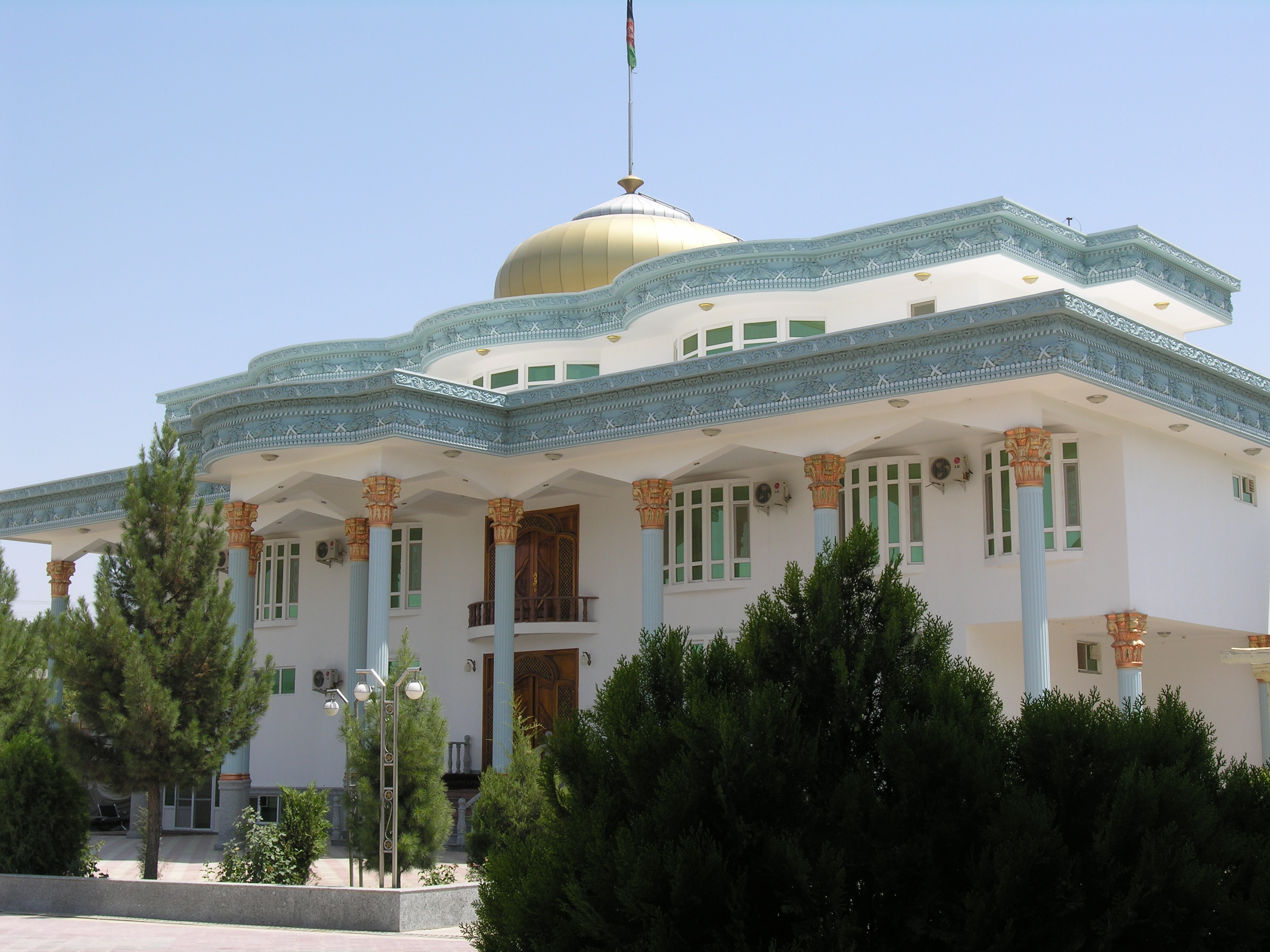
کاخ والی بلخ

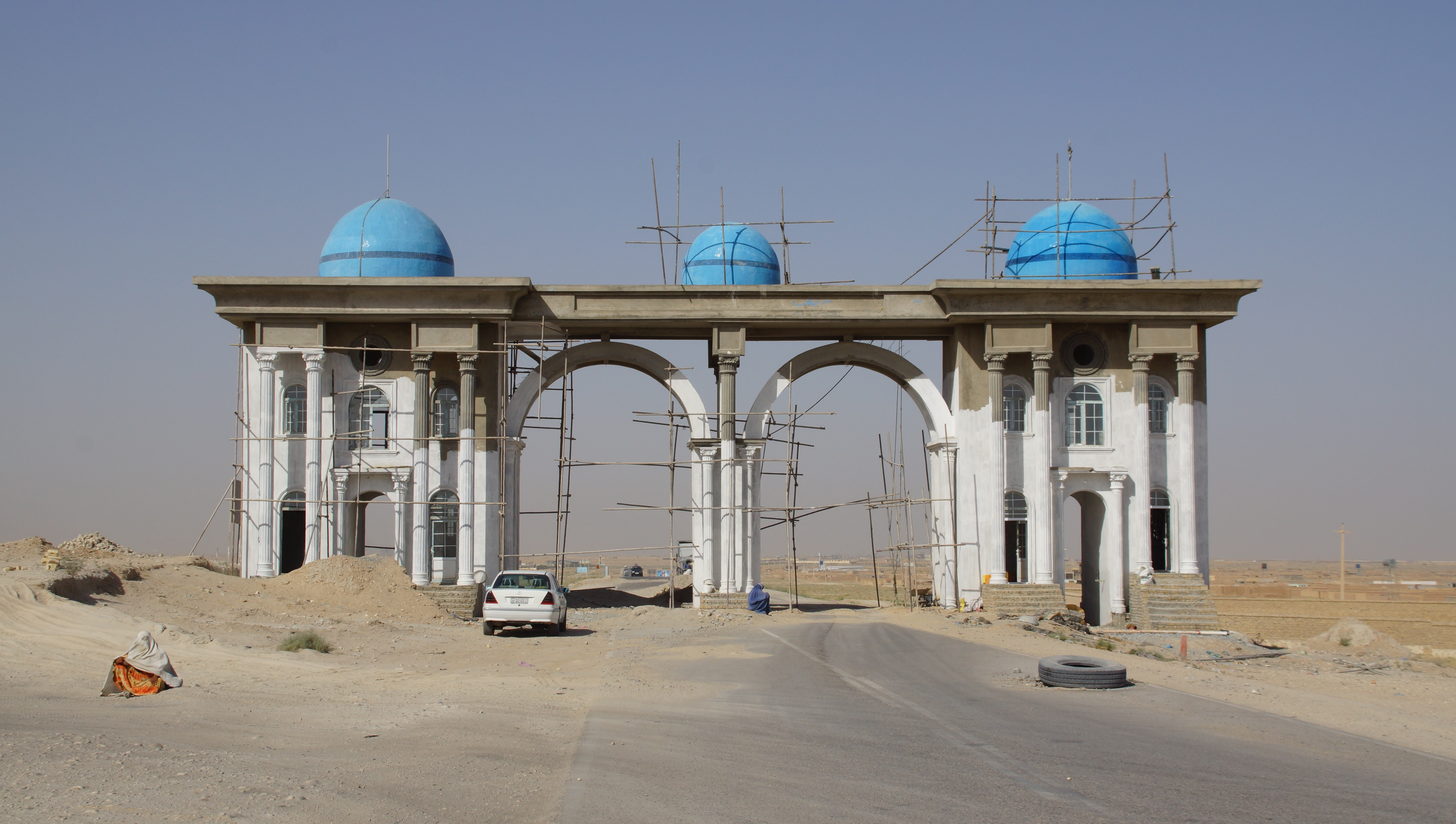
دروازه مزار شریف درحال ساخت (ژوئیه ۲۰۱۲)

  - فرودگاه مزار شریف – برای استفاده مردم ولایت بلخ است که نیروهای ناتو و نیروی هوایی افغانستان نیز از آن استفاده می‌کند. این فرودگاه توسعه داده شده است و هم‌اکنون چهارمین فرورگاه بین‌المللی در افغانستان است.
- مسجدها
  - آرامگاه حضرت علی
- پارک‌ها و جاهای دیدنی
  - پارک فرهنگی مولانا جلال‌الدین
  - قصر تاشقرغان
  - کاخ والی بلخ
  - دروازه مزارشریف
  - پارک خالد ابن ولید[۲۰]
- دانشگاه
  - دانشگاه بلخ
  - دانشگاه آریا
  - دانشگاه سادات
  - دانشگاه مولانا
  - دانشگاه تاج
  - دانشگاه ابن سینا
- بیمارستان‌ها
  - شفاخانه ناحیوی مزار شریف
  - شفاخانه صالحه بیات
  - شفاخانه ملی قول اردوی شاهین
- هتل‌ها
  - هتل سرینا مزار شریف
  - هتل عروس شهر
  - هتل مزار
  - هتل فرهات
  - هتل کفایت
  - هتل برات
  - هتل شینواری
  - هتل مارکوپولو
  - هتل همسفر
- بانک‌ها
  - د افغانستان بانک
  - AIB
  - کابل بانک
  - عزیزی بانک
  - پشتنی بانک
- انجمن‌های اجتماعی
  - انجمن جوانان بلخ

## ورزش

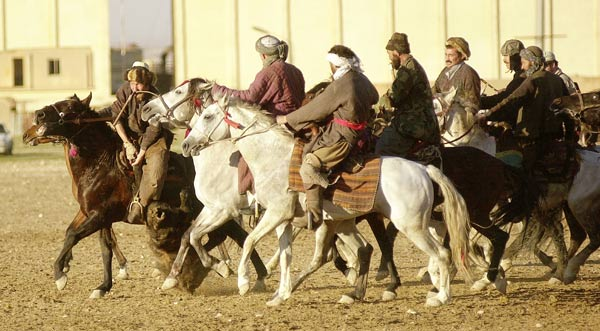
بزکشی یکی از ورزش‌های سنتی

تیم‌های ورزش حرفه‌ای مزار شریف
| باشگاه                    | لیگ                | ورزش         | زمینه             | تأسیس |
| ------------------------- | ------------------ | ------------ | ----------------- | ----- |
| افسانوی‌های بلخ            | لیگ برتر افغانستان | کریکت        | تیم کریکت شارجه   | ۲۰۱۸  |
| نهنگان آمو                | لیگ کریکت شپژیزه   | کرکت         | ورزشگاه کریکت بلخ | ۲۰۱۳  |
| باشگاه فوتبال سیمرغ البرز | لیگ برتر افغانستان | انجمن فوتبال | غازی استادیوم     | ۲۰۱۲  |

- ورزشگاه‌ها
  - ورزشگاه کریکت بلخ
  - ورزشگاه بزکشی

## مردم‌شناسی

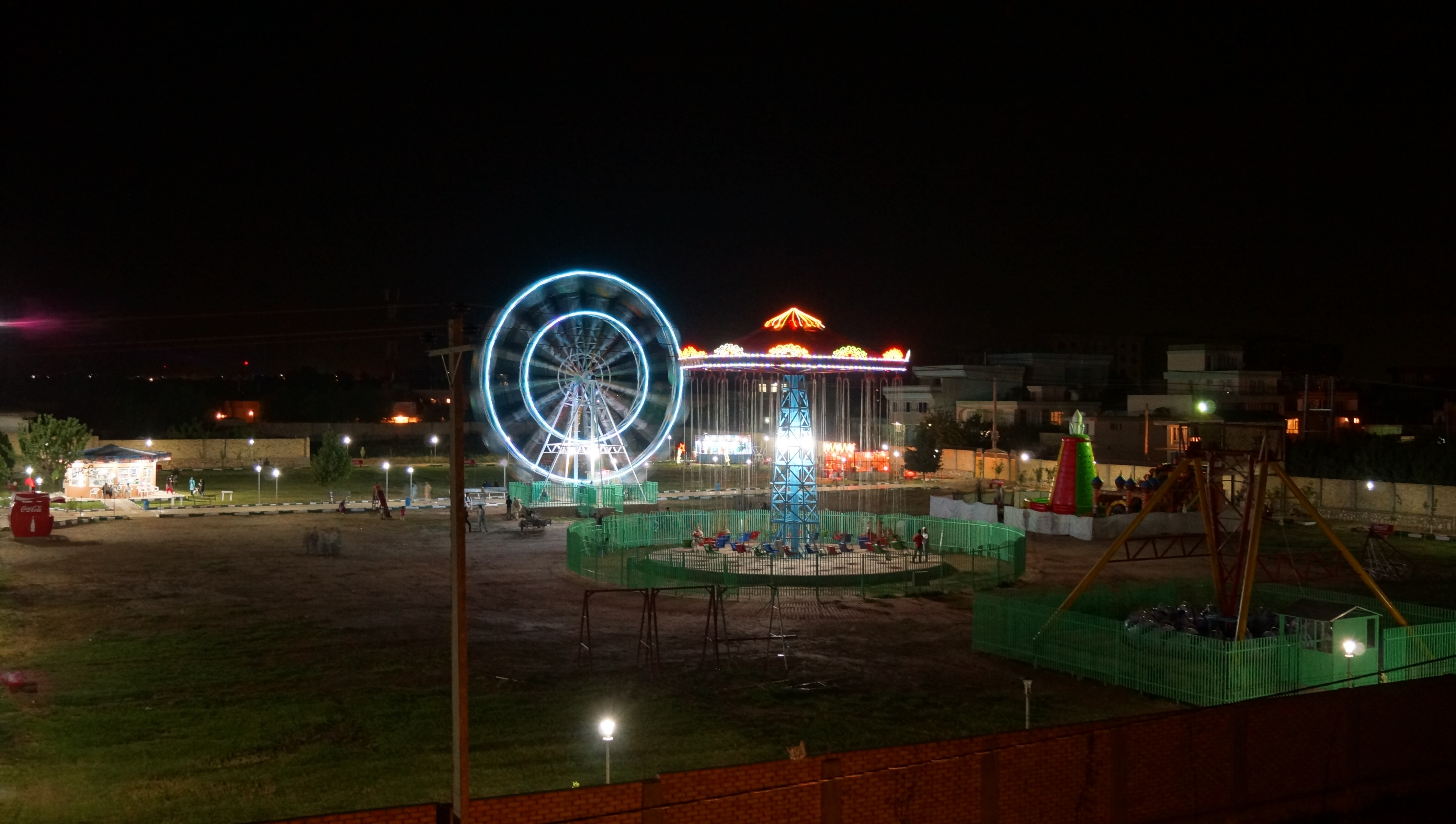
پارک مولانا جلال‌الدین محمد بلخی. ۲۰۱۲

شهر مزار شریف با جمعیت ۶۹۳٬۰۰۰ نفری در سال ۲۰۱۵ و مساحت ۸٬۳۰۴ هکتاری با ۷۷٬۶۱۵ سکونت گاه است.
مزارشریف شهری کثیر القوم بوده و اکثریت جمعیت مزار شریف را تاجیک ها و سپس بدنبال آن هزاره‌ها و پشتون‌ها و ازبک‌ها تشکیل می‌دهند

## اقتصاد و زیر ساخت‌ها

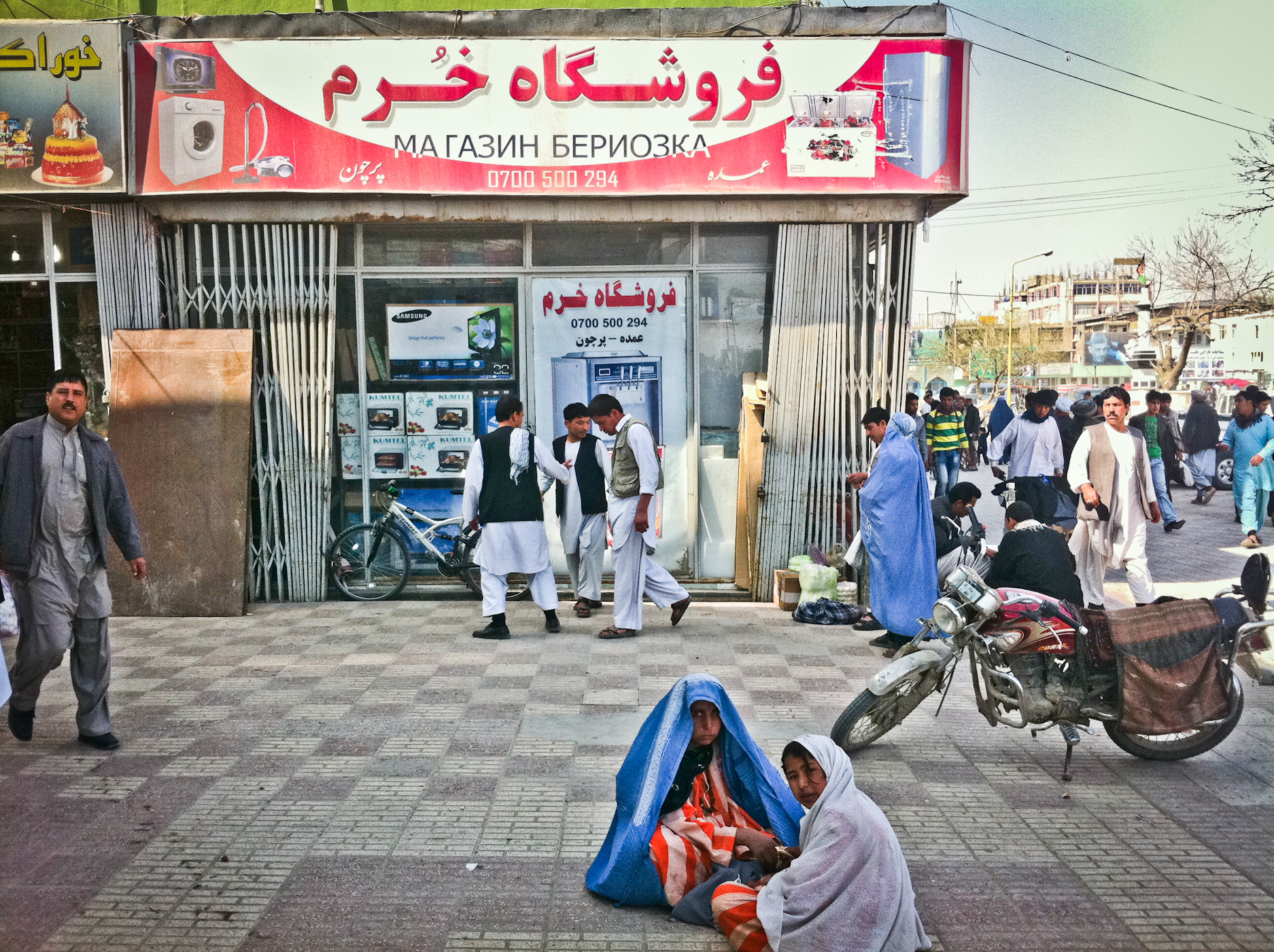
مغازهٔ در مزار شریف با نام روسی و سیریلیک

مزار شریف مرکز تجارتی مهمی در شمال افغانستان است. اقتصاد منطقه بر پایه محصولات قره قل و فارم‌ها پرورش گوسفند استوار است. پالایشگاه‌ها و شرکت‌های کوچک جستجوی نفت و گاز نیز چشم‌انداز اقتصادی شهر را تغیر داده است. هند و پاکستان کنسولگری‌های خود را در این شهر برای روابط تجارتی و سیاسی شان مستقر کرده‌اند.

### ترابری

#### راه‌آهن

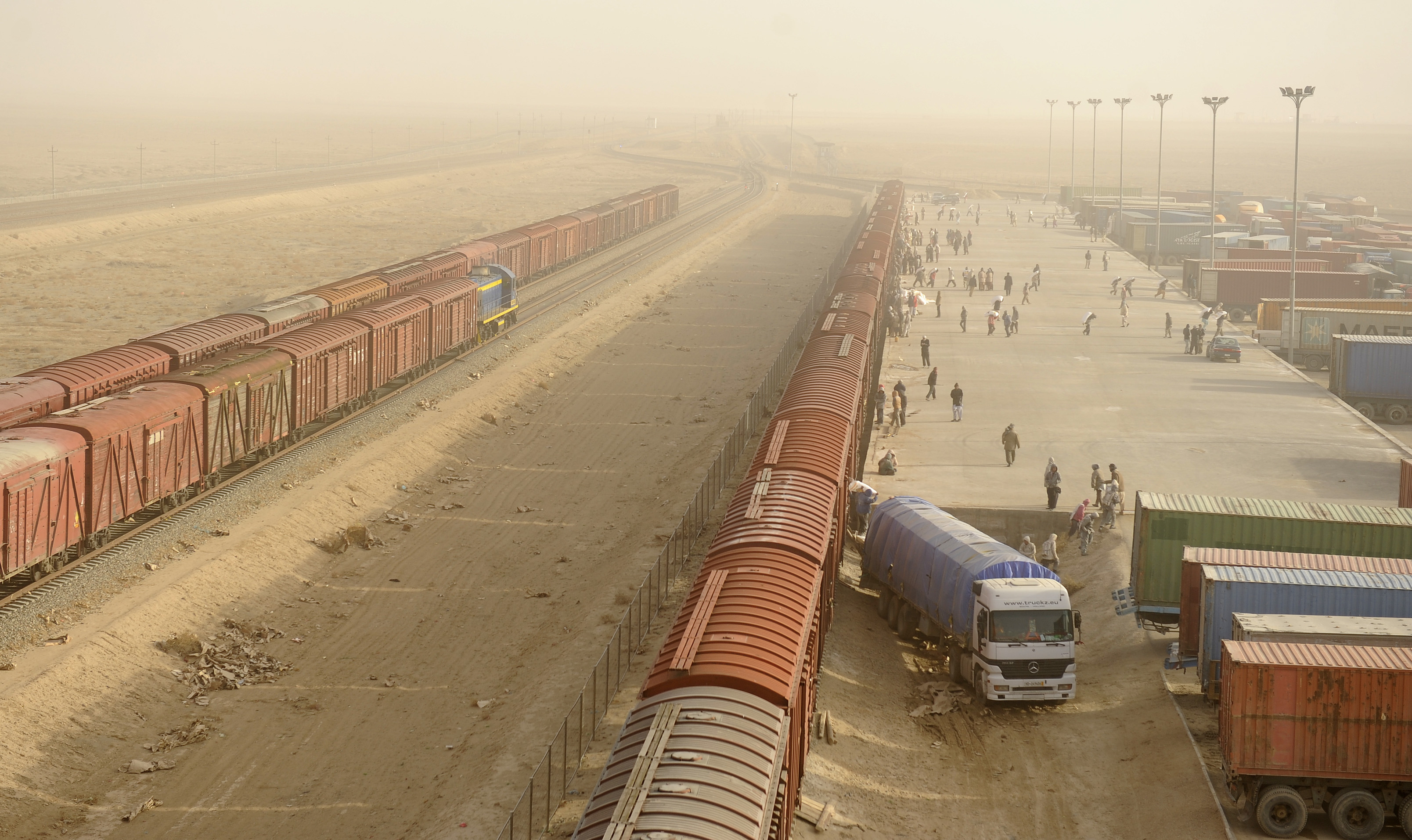
ترمینال راه‌آهن

مزار شریف اولین شهر افغانستان است که توسط راه‌آهن خود را به کشور همسایه متصل نموده است. خدمات راه‌آهن مزار شریف به ازبکستان در دسامبر ۲۰۱۱ شروع شد و اولین محموله کالاهای تجاری آن به فرودگاه مزار شریف رسید، جایی که کالاها توسط لاری‌ها و هواپیماها به مقصد شان در سراسر افغانستان رسانیده می‌شوند.

#### فرودگاه
در جون ۲۰۱۶, فرودگاه مزار شریف ارتباط خود را با فرودگاه‌های کابل، مشهد، تهران و استانبول برقرار نمود.

#### آزادراه‌ها
بزرگراه (AH76) مزار شریف را از غرب به شبرغان و از جنوب شرق به کابل و پلخمری وصل می‌سازد. جاده دیگری از شرق آن را به کندز متصل می‌کند. جاده شمالی شهر، به شهر بندری ترمز ازبکستان جایی که از طریق بزرگراه (M39) به سمرقند و تاشکند می‌رسد، وصل می‌شود. جاده جنوبی به شهر بامیان و مناطق مرکزی افغانستان متصل است.